# Pistoia (provins)

Provinsen Pistoia  (it. Provincia di Pistoia ) er en provins i regionen Toscana i det centrale Italien. Pistoia er provinsens hovedby.

## Kommuner
- Abetone Cutigliano
- Agliana
- Buggiano
- Chiesina Uzzanese
- Lamporecchio
- Larciano
- Marliana
- Massa e Cozzile
- Monsummano Terme
- Montale
- Montecatini Terme
- Pescia
- Pieve a Nievole
- Pistoia
- Ponte Buggianese
- Quarrata
- Sambuca Pistoiese
- San Marcello Piteglio
- Serravalle Pistoiese
- Uzzano

43°56′N 10°55′Ø / 43.93°N 10.92°Ø